# Cassipourea korupensis
Espèce
Cassipourea korupensis Kenfack & Sainge est une espèce de plantes à fleurs de la famille des Rhizophoraceae et du genre Cassipourea. C'est un arbre endémique du Cameroun observé dans le parc national de Korup, auquel il doit son épithète spécifique korupensis.
Son habitat est celui de la forêt tropicale de basse altitude.
Le spécimen récolté le 11 avril 2003 par Moses Nsanyi Sainge à Korup, à une altitude d'environ 180 m a été désigné comme holotype de l'espèce.
Située dans l'enceinte d'une aire protégée, l'espèce n'est pas particulièrement menacée par son environnement. Cependant le faible nombre d'individus connus (une dizaine) fait craindre sa possible extinction.